# Hermann Brunn
Hermann Karl Brunn (* 1. August 1862 in Rom; † 20. September 1939 in München) war ein deutscher Mathematiker, der sich mit Konvexgeometrie befasste, sowie Arabist, Bibliothekar und Übersetzer.

## Leben
Hermann Brunn war der Sohn des Archäologen Heinrich Brunn und von Ida Brunn, geborene Bürkner, beide aus Anhalt.  Seine Mutter war eine Kaufmannstochter aus Oranienbaum, sein Vater war Klassischer Archäologe und später Sekretär des Instituto di corrispondenza archeologica in Rom. Brunn wurde als ältester von 3 Kindern auf dem Kapitol in Rom geboren. Ab dem dritten Lebensjahr 1865 lebte die Familie in München, wo er den Rest seines Lebens blieb. Von 1872 bis 1880 besuchte er das Maximiliansgymnasium. Die künstlerischen Eindrücke seines Elternhauses beeindruckten ihn so stark, dass er sich nur mit Zögern für ein Studium der Mathematik entschließen konnte.
Brunn studierte an der Universität München Mathematik unter anderem bei Alfred Pringsheim, Physik und Arabisch, was er – unterbrochen von einjährigem Militärdienst – mit der Lehramtsprüfung abschloss.
1884/85 studierte Brunn in Berlin bei Karl Weierstraß, Leopold Kronecker und Lazarus Fuchs. Er wurde durch seine Lehrer allerdings wenig beeinflusst und neigte der Geometrie im Sinn von Jakob Steiner zu.
1887 promovierte er in München (Über Ovale und Eiflächen). In seiner Dissertation legte Brunn die Grundlage einer Theorie konvexer Körper, die nach ihm und Hermann Minkowski benannt als Brunn-Minkowski-Theorie bekannt wurde. Hier ist auch die Brunn-Minkowski-Ungleichung nach beiden benannt.
1889 habilitierte Brunn sich mit der Arbeit über Kurven ohne Wendepunkte.
Unter dem Einfluss von Walther von Dyck befasste er sich auch mit Topologie bzw. Knotentheorie, in der Brunnsche Verschlingungen oder Verkettungen in der Knotentheorie nach ihm benannt sind. Sie sind nicht-triviale Verschlingungen (Links), die aber trivial („entknotbar“) werden, wenn einer der Komponenten entfernt wird. Ein Beispiel sind die Borromäischen Ringe. Brunn führte sie 1892 ein in einer Arbeit, in der er eine Verallgemeinerung der Gaußschen Verschlingungszahl von Knoten auf Verkettungen als Invariante vorschlug,  und er veröffentlichte auch weitere Arbeiten zur Knotentheorie.
1896 wurde er Bibliothekar an der Technischen Hochschule München.
Seine letzte Arbeit zur Knotentheorie war sein Vortrag auf dem Internationalen Mathematikerkongress in Zürich 1897 (Über verknotete Kurven).
1903 lernte er den gleichaltrigen Mathematiker Hermann Minkowski kennen.
Ab 1905 war Brunn auch Honorarprofessor an der Universität München.
1912 wurde er Oberbibliothekar und 1920 Bibliotheksdirektor. 1927 ging er in den Ruhestand.

## Privatleben
1900 heiratete er Emma, eine Tochter des Gutsbesitzers und Schriftstellers Friedrich Ney und der Anna Veillodter. Sie hatten einen Sohn.
Brunn war auch Übersetzer, zum Beispiel des 1934 erschienenen Luis-de-Góngora-Werks Soledades, und veröffentlichte 1940 den Gedichtband Überlebt mich, schöne Stunden!. Er gab Schriften seines Vaters heraus und schrieb 1913 eine Autobiographie. Brunn veröffentlichte Erinnerungen an den Philosophen Julius Langbehn, seinen Vater sowie den Landschafts- und Porträtmaler Karl Haider.